# IC 2871
IC 2871 — галактика типу Sb (компактна витягнута галактика) у сузір'ї Лев.
Цей об'єкт міститься в оригінальній редакції індексного каталогу.